# Видение Данте
«Видение Данте» (также «Видение Данте во время смерти Беатриче») — картина английского художника-прерафаэлита Данте Габриэля Россетти, созданная в 1871 году; на данный момент находится в собрании Художественной галереи Уокера в Ливерпуле.
Россетти всю жизнь интересовался творчеством итальянского поэта Данте Алигьери. Написание картины было вдохновлено стихотворением «Новая жизнь». В нём Данте желает оказаться возле смертного одра своей возлюбленной Беатриче Портинари. Данте в чёрном стоит около умирающей Беатриче, две женских фигуры держат над ней балдахин, ангел держит руку Данте и склоняется над умирающей. В изображении используется несколько символов — зелёные одеяния как знак надежды, весенние цветы на переднем плане как знак чистоты, голуби как символ любви. «Видение Данте» стало самым большим произведением Россетти. Натурщицей для фигуры Беатриче стала жена художника Элизабет Сиддал. Арт-галерея Уолкера приобрела картину напрямую у Россетти за 1575£. 
В 1897 году картину отправили в Берлин для фотографирования, после чего было отмечено, что её состояние стало хуже. В 1908 году её отправили в Лондонскую национальную галерею для создания новой подкладки из холста. Во время Второй мировой войны картина была спрятана в подвале галереи, после отправлена в Шропшир; отмечено, что тогда она получила повреждения. Работы по реставрации проходили в 1960 и 1985 годах. В 2003 году после детального исследования было установлено, что картина находится в хорошем состоянии без следов от предыдущих повреждений.